# Ludvig Åberg
Pour les articles homonymes, voir Åberg.
Ludvig Åberg, né le 31 octobre 1999 à Eslöv (Suède), est un golfeur suédois. Numéro un au classement mondial amateur au début des années 2020, il devient professionnel en 2023 où il remporte rapidement ses premiers tournois sur le PGA Tour et le DP World Tour.

## Biographie
Ludvig Åberg naît le 31 octobre 1999 à Eslöv dans la province de Scanie dans le Sud de la Suède. Il est le deuxième enfant de la famille et a une sœur aînée, Linnea. Passionné de golf, son père Johan l'initie à ce sport à l'âge de huit ans en l'inscrivant au club de sa ville natale. Åberg joue en parallèle au football jusqu'à ce qu'il se consacre pleinement au golf à treize ans. En 2014, il rentre à Filbornaskolan, un internat spécialisé pour la pratique du sport de haut niveau à Helsingborg. Il est sponsorisé par la marque suisse de montres de luxe Rolex.

### Carrière en amateur
Il participe au championnat d'Europe par équipes en 2017. Il remporte la même année le Fairhaven Trophy puis termine troisième de la Toyota Junior Golf World Cup. Il fait alors ses débuts sur le DP World Tour lors du Nordea Masters et réussit à passer le cut.
En 2019, il est finaliste du championnat d'Afrique amateur de stroke-play et fait partie de l'équipe suédoise victorieuse lors du championnat d'Europe amateur par équipes. En septembre 2019, il part aux États-Unis à l'Université Texas Tech et rejoint l'équipe de golf des Red Raiders de Texas Tech. En 2020, Åberg retourne brièvement en Suède et participe au Swedish Golf Tour. Il obtient sa première victoire dans un tournoi professionnel à l'Open de Katrineholm en juillet 2020. En décembre, il représente l'équipe internationale de l'Arnold Palmer Cup.
En septembre 2021, Åberg reçoit la médaille d'or de meilleur golfeur amateur européen de la saison après avoir été numéro un mondial du classement amateur depuis six mois. Quelques semaines plus tard, il fait ses débuts sur le PGA Tour au Butterfield Bermuda Championship où il passe le cut et termine à la 51e place. En 2022, il remporte pour la première fois en individuel le championnat universitaire américain et réédite cette même performance l'année suivante. En parallèle, il est élu deux fois meilleur joueur universitaire durant son cursus.

### Carrière professionnelle
Après avoir été numéro un du circuit universitaire PGA et du classement mondial amateur, Aberg passe professionnel en juin 2023 et dispute l'Omnium canadien. Un mois plus tard, il obtient son premier top 10 sur le circuit PGA lors du John Deere Classic. En août, Åberg dispute l'Omega European Masters sur le DP World Tour où il signe sa première victoire en tant que professionnel.
En septembre 2023, il est sélectionné comme ultime invité par le capitaine Luke Donald pour faire partie de l'équipe européenne victorieuse de la Ryder Cup 2023 disputée en Italie. Il devient alors le premier joueur sélectionné pour une Ryder Cup sans avoir jamais participé à un tournoi du Grand Chelem dans sa carrière. Une semaine après ce succès en équipe, il obtient son meilleur classement en PGA avec une deuxième place au Sanderson Farms Championship. En novembre 2023, il remporte son premier tournoi sur le circuit PGA, le RSM Classic. Cette victoire le propulse dans le top 50 du classement mondial et il est ainsi élu golfeur suédois de l'année 2023.
En février 2024, lors du Pebble Beach Pro-Am, Åberg finit seul deuxième après 54 trous lui permettant de passer à la 11e place mondiale. Grâce à ses performances de l'année passée, il participe en avril à son premier majeur aux Masters de golf où il termine de nouveau second derrière Scottie Scheffler. Il devient alors numéro 7 mondial.
Le 16 février 2025 il remporte le Genesis Open, son second tournoi sur le PGA Tour.

## Palmarès

### Victoires sur le PGA Tour
| no | Date             | Tournoi      | Score | Score | Score | Score | Score        | Score       | Second(s)         |
| no | Date             | Tournoi      | T1    | T2    | T3    | T4    | Coups totaux | Score final | Second(s)         |
| -- | ---------------- | ------------ | ----- | ----- | ----- | ----- | ------------ | ----------- | ----------------- |
| 1. | 19 novembre 2023 | RSM Classic  | 67    | 64    | 61    | 61    | 253          | -29         | Mackenzie Hughes  |
| 2. | 16 février 2025  | Genesis Open | 74    | 66    | 70    | 66    | 276          | -12         | Maverick Mc Nealy |

### Victoires sur le DP World Tour
| no | Date             | Tournoi                | Score | Score | Score | Score | Score        | Score       | Second(s)       |
| no | Date             | Tournoi                | T1    | T2    | T3    | T4    | Coups totaux | Score final | Second(s)       |
| -- | ---------------- | ---------------------- | ----- | ----- | ----- | ----- | ------------ | ----------- | --------------- |
| 1. | 3 septembre 2023 | Omega European Masters | 64    | 67    | 66    | 64    | 261          | -19         | Alexander Björk |

### Participations à la Ryder Cup
Pour sa première participation lors de la Ryder Cup 2023, Ludvig Åberg dispute quatre matchs en totalisant un bilan de 2 victoires et de 2 défaites. Associé à Viktor Hovland lors du foursome de la deuxième journée, il se distingue en battant la paire américaine composée de Brooks Koepka et du numéro 1 mondial Scottie Scheffler.
| Édition        | Score                                                                | Gagnant | Score individuel                   |
| -------------- | -------------------------------------------------------------------- | ------- | ---------------------------------- |
| Ryder Cup 2023 | Victoire de l'Europe face aux États-Unis sur le score de 16 ½ à 11 ½ |         | 4 matches, 2 victoires, 2 défaites |

### Résultats dans les compétitions principales
| Tournoi               | 2024 | 2025 |
| --------------------- | ---- | ---- |
| Masters               | 2    | 7    |
| Open américain        | T12  |      |
| Open britannique      | CUT  |      |
| Championnat de la PGA | CUT  |      |